# Acciaio (sous-marin)
Le Acciaio est un sous marin italien de la classe Platino (sous-classe de la Serie 600) utilisé par la Regia Marina pendant la Seconde Guerre mondiale.

## Conception et description
Les sous-marins de la classe Platino (également connu sous la classe Acciaio) est le dernier développement du type 600 comportant des améliorations par rapport à la série précédente, notamment en ce qui concerne les équipements et les aménagements internes, telles qu'une tourelle inférieure pour améliorer la stabilité et réduire la silhouette. Dans l'ensemble, même les bateaux de cette série donnent de bons résultats malgré toutes les limitations imposées par la mauvaise qualité des matériaux utilisés dans la construction en raison de difficultés d'approvisionnement, un défaut commun de la construction italienne de la période de la guerre. 
Les sous-marins de la classe Platino ont été conçus comme des versions améliorées de la précédente classe Adua. Ils déplacent 697 tonnes en surface et 850 tonnes en immersion. Les sous-marins mesurent 60,18 mètres de long, ont une largeur de 6,44 mètres et un tirant d'eau de 4,78 mètres.
Pour la navigation de surface, les sous-marins sont propulsés par deux moteurs diesel de 700 chevaux (522 kW), chacun entraînant un arbre d'hélice. En immersion, chaque hélice est entraînée par un moteur électrique de 400 chevaux-vapeur (298 kW). Ils peuvent atteindre 14 nœuds (26 km/h) en surface et 7,3 nœuds (13,5 km/h) sous l'eau. En surface, la classe Platino possède une autonomie de 5 000 milles nautiques (9 300 km) à 8,5 nœuds (15,7 km/h), en immersion, elle a une autonomie de 80 milles nautiques (150 km) à 3 nœuds (5,6 km/h).
Les sous-marins sont armés de six tubes torpilles internes de 53,3 cm, quatre à l'avant et deux à l'arrière. Ils sont également armés d'un canon de pont de 100 mm pour le combat en surface. L'armement antiaérien léger varie et peut consister en une ou deux mitrailleuses de 20 mm ou une ou deux paires de mitrailleuses de 13,2 mm.

## Histoire
Le Acciaio est commandé pour  le chantier naval de OTO à La Spezia en Italie. La pose de la quille est effectuée le 21 novembre 1940, le Acciaio est lancé le 22 janvier 1941 et mis en service le 30 octobre 1941.
Après son entrée en service, le Acciaio est affecté à Augusta et commandé par le tenente di vascello (lieutenant de vaisseau) Ottorino Beltrami.
Il effectue sa première mission offensive, dans les eaux cyrénéennes, à partir du 23 mars 1942 et revint sans avoir repéré aucune unité ennemie.
Vers la mi-juin, il est envoyé, avec trois autres sous-marins, pour former un barrage entre le cap Ferrat et le cap Bougaroni (côte algérienne), en opposition à l'opération britannique "Harpoon", dans le cadre de la Battaglia di mezzo giugno  (bataille de la mi-juin) : il ne rapporte aucune observation.
Début novembre, le Acciaio quitte Augusta et atteint sa zone d'embuscade au large d'Alger,. À 6h17 le 10 novembre, alors qu'il émerge, il repère un navire identifié comme un croiseur anglais de la classe Leander ; il s'en approche jusqu'à environ 1 300 mètres et lance quatre torpilles réparties en deux tirs,. Deux des torpilles traversent l'avant du croiseur, une à l'arrière et la dernière passe sous la zone arrière de la coque sans exploser, même si une détonation est signalée à bord du Acciaio. Le sous-marin échappe alors à la forte réaction de l'escorte.
Le 7 février 1943, dans la soirée, le Acciaio aperçoit au large du Cap Bougaroni un navire identifié comme destroyer anglais de classe J, contre lequel il lance deux torpilles avant de plonger en profondeur,. Les deux torpilles touchent la cible à 23h27 qui n'est cependant pas un destroyer, mais un chalutier anti-sous-marin beaucoup plus petit, le HMS Tervani (4.110), de 409 tonnes,. Au moment de l'attaque, le navire remorquait le pétrolier français Moy Mazrout escorté par deux autres chalutiers anti-sous-marins, le HMS Achroite (FY914) et le HMS Arnold Bennett (FY1939); après avoir été touché, le Tervani coule en très peu de temps à la position géographique de 37° 22′ N, 6° 14′ E, avec seulement deux survivants.
D'autres sources rapportent cependant une version différente : le Acciaio, à 23h30, aurait lancé ses deux torpilles à la position géographique de 37° 28′ N, 6° 20′ E contre un autre navire, le minéralier rapide HMS Abdiel, qui aurait évité les torpilles, tandis que le véritable "tueur" du Tervani aurait été une unité jumelle (sister ship) du Acciaio, le leader de la classe Platino.
Le 10 juillet 1943, le Acciaio sous les ordres du lieutenant de vaisseau Vittorio Pescatore quitte La Maddalena en Sardaigne en direction d'une zone située au nord de la Sicile, mais à partir de ce moment, il disparaît.
On sait alors qu'à 20h22 le 13 juillet, le sous-marin britannique de la Classe U HMS Unruly (P49) aperçoit le Acciaio naviguant au nord du détroit de Messine,,. À 20h49, le sous-marin anglais lancent quatre torpilles à une distance de 2 700 mètres : trois ont heurté le rivage, mais une réussit à toucher le Acciaio, qui coule avec tout l'équipage à la position géographique de 38° 35′ N, 15° 49′ E ,.
Le sous-marin disparait avec le commandant du sous-marin Pescatore, 4 officiers et 41 sous-officiers et marins.
Au total, le Acciaio a effectué 24 missions de guerre, couvrant au total 13 848 miles en surface et 1 650 milles nautiques en immersion.
Ottorino Beltrami a raconté ses aventures sur le Acciaio dans un documentaire intitulé Above and Below the Seas où l'on trouve de nombreuses photographies du Acciaio prises par le marin Mario Carletti embarqué avec Beltrami. Beltrami et Carletti ont tous deux été sauvés du naufrage parce qu'ils étaient restés à terre pour des raisons de santé.